# Wapen van Broekhuizen

Wapen van Broekhuizen

Het wapen van Broekhuizen bestaat uit het familiewapen van Van Broeckhuysen met als schildhouder Sint Nicolaas van de voormalige gemeente Broekhuizen.

## Geschiedenis
Het wapen is ontleend aan afbeeldingen van oude schepenzegels van Broekhuizen en Broekhuizenvorst en gelijk aan het familiewapen van het geslacht Van Broeckhuysen. Dit zegel was sinds 1622 in gebruik, eerder werden door de schout, plaatselijke heer of pastoor de aktes gezegeld. De schepenbank bestond sinds 1461. Willem van Broeckhuysen droeg in 1402 voor het eerst zijn heerlijkheid op aan de hertog van Gelre. Sint Nicolaas is de kerkpatroon van Broekhuizen. Het wapen werd volgens Koninklijk Besluit van 10 juli 1925 aan de voormalige gemeente Broekhuizen verleend. De beschrijving luidt:
"Van sinopel met een schildhoofd van zilver, beladen met hermelijnstaartjes (5:4), wordende het schild met de rechterhand vastgehouden door den H. Nicolaas, gelaat en handen van natuurlijke kleur, gekleed in een bisschoppelijk gewaad van goud, het hoofd gedekt door een mijter van goud en omgeven door een nimbus van hetzelfde, en houdende in de linkerhand opgeheven een kromstaf van goud."
Niet vermeld in de beschrijving, maar wel op de registertekening aanwezig, zijn de gekleurde edelstenen op zijn mijter en gewaad.

## Afbeelding

Wapen van Seger van Bruchusen Wapenboek Gelre
Wapen Van Broeckhuysen